# Krzysztof Załęski
Krzysztof Wiesław Załęski (ur. 25 sierpnia 1957 w Żebrach-Starej Wsi) – generał dywizji Wojska Polskiego, doktor habilitowany nauk o obronności.

## Wykształcenie
Krzysztof Wiesław Załęski ukończył Liceum Lotnicze (1972–1976) oraz Wyższą Oficerską Szkołę Lotniczą w Dęblinie (1976–1980), uzyskując tytuł inżyniera nawigatora lotniczego. W latach 1986–1989 odbył studia magisterskie w Akademii Sztabu Generalnego Wojska Polskiego im. gen. broni Karola Świerczewskiego w Warszawie, natomiast w 1998 w Akademii Obrony Narodowej uzyskał stopień doktora nauk wojskowych w specjalności taktyka. Rozprawa zatytułowana była „Działania lotnictwa z wykorzystaniem baz lotniczych”, natomiast w 2013 uzyskał stopnień naukowy doktora habilitowanego nauk społecznych w dyscyplinie nauki o obronności.
Jest absolwentem Kursu Przeszkolenia Operacyjnego Wojsk Lotniczych i Obrony Powietrznej w Akademii Obrony Narodowej (1994) oraz Podyplomowego Studium Operacyjno-Strategicznego w Akademii Lotniczej Sił Powietrznych Stanów Zjednoczonych (2000). W 1998 zaliczył kurs języka angielskiego w Kanadzie, a w 1999 w Stanach Zjednoczonych. Zna również język rosyjski.

## Służba wojskowa
Po ukończeniu studiów pozostał w „Szkole Orląt” na stanowisku dowódcy plutonu, później dowódcy kompanii. Od 1984 do 1986 był szefem sztabu eskadry lotniczej. W 1989 został starszym specjalistą Wydziału Szkolenia Dowództw i Sztabów w Dowództwie Wojsk Lotniczych w Warszawie, a w latach 1995–1998 pełnił funkcję zastępcy szefa oddziału i jednocześnie szefa Wydziału Szkolenia Dowództw i Sztabów w Dowództwie Wojsk Lotniczych i Obrony Powietrznej. Następnie był szefem Wydziału Szkolenia Operacyjnego i szefem Wydziału Operacyjnego. W 2000 został szefem Oddziału Operacyjnego G3 – zastępcą szefa Sztabu 3 Korpusu Obrony Powietrznej we Wrocławiu i jeszcze w tym samym roku wyznaczono go zastępcą szefa Zarządu Operacji Powietrznych A3 Wojsk Lotniczych i Obrony Powietrznej.
W 2002 objął stanowisko szefa Zarządu Rozpoznania i Walki Elektronicznej A2 Wojsk Lotniczych i Obrony Powietrznej, natomiast w 2003 został zastępcą szefa Sztabu Wojsk Lotniczych i Obrony Powietrznej. Od 2004 do 2007 był szefem Centrum Planowania Dowództwa Operacyjnego w Warszawie. Następnie przez krótki czas służył w Sztabie Generalnym Wojska Polskiego w Warszawie jako zastępca szefa Zarządu Szkolenia P7, po czym został szefem Sztabu – zastępcą dowódcy Sił Powietrznych.
W dniu 12 sierpnia 2008, podczas lotu prezydenckiego samolotu, na pokładzie którego byli m.in. prezydent Lech Kaczyński oraz prezydenci Estonii, Litwy, Łotwy i Ukrainy, generał Załęski, wobec nacisków prezydenta, bezprawnie wydał kapitanowi lotu rozkaz lądowania na lotnisku w Tbilisi, znajdującym się w zasięgu ostrzału wojsk rosyjskich. W związku ze śmiercią w katastrofie smoleńskiej gen. br. pil. Andrzeja Błasika, czasowo pełnił obowiązki Szefa Sił Powietrznych. 30 września 2010 roku, na swój wniosek, został zwolniony z zawodowej służby wojskowej i przeniesiony do rezerwy.

## Awanse
- generał dywizji – 15 sierpnia 2007[7]
- generała brygady – 15 sierpnia 2005[8]

## Odznaczenia
- Złoty Krzyż Zasługi – 2005[9]
- Srebrny Krzyż Zasługi – 1997[10]
- Złoty Medal „Siły Zbrojne w Służbie Ojczyzny”
- Srebrny Medal „Siły Zbrojne w Służbie Ojczyzny”
- Brązowy Medal „Siły Zbrojne w Służbie Ojczyzny”
- Złoty Medal „Za Zasługi dla Obronności Kraju”
- Srebrny Medal „Za Zasługi dla Obronności Kraju”
- Brązowy Medal „Za Zasługi dla Obronności Kraju”